# Tennantia sennii
Tennantia sennii là một loài thực vật có hoa trong họ Thiến thảo. Loài này được (Chiov.) Verdc. & Bridson miêu tả khoa học đầu tiên năm 1981.